# Ноћ на Горњаку
„Ноћ на Горњаку” је југословенски ТВ филм из 1982. године. Режирао га је Иван Ракиџић а сценарио је написан по делу Ђуре Јакшића.

## Улоге
| Глумац       | Улога |
| ------------ | ----- |
| Душан Јакшић |       |